# Tonino Spazzoli
Tonino Spazzoli (Coccolia, 2 giugno 1899 – Coccolia, 19 agosto 1944) è stato un antifascista e partigiano italiano, decorato con la medaglia d'oro al valor militare.

## Biografia
Antonio Spazzoli (detto Tonino) nacque a Coccolia, frazione di Ravenna al confine con la Provincia di Forlì, nel 1899. Fu volontario nella prima guerra mondiale, nel corso della quale restò mutilato e fu pluridecorato. Seppur di idee repubblicane, fu volontario fiumano ed ebbe inizialmente simpatie per il fascismo rivoluzionario tanto da partecipare nel novembre 1919, con un gruppetto di repubblicani romagnoli, al comizio di Benito Mussolini in piazza Belgioioso a Milano. Ma ben presto maturò sentimenti antifascisti, fu attivo nel movimento "Italia libera" fondato da Randolfo Pacciardi e Raffaele Rosetti, nel 1924 fu arrestato e condannato dal tribunale di Forlì ad un anno e dodici giorni di detenzione per essere stato trovato in possesso di materiale esplosivo.
Di professione commerciante di stufe in cotto, si oppose attivamente al regime tanto da essere segnalato nel 1932 come esponente del movimento clandestino repubblicano di Romagna affiliato a "Giustizia e Libertà" e condannato nel 1934-1935 al confino per un anno in provincia di Matera e segnalato in rubrica di frontiera (schedato al Casellario Politico Centrale come repubblicano). Dopo il 25 luglio 1943, da leader del partito repubblicano romagnolo (che prima del fascismo era il partito di maggioranza relativa nella regione), diede vita, con elementi socialisti-repubblicani (il cui leader era Torquato Nanni), all'Unione dei Lavoratori Italiani (ULI). Dopo l'8 settembre del '43 fu tra i fondatori del "Fronte nazionale romagnolo" (una sorta di CLN ante-litteram, a partecipazione ristretta all'ULI e al PCI) che diede l'impulso per la costituzione dei primi distaccamenti partigiani e, in particolare, della Brigata Garibaldi Romagnola comandata da Riccardo Fedel.
Fondamentale il suo apporto organizzativo per tutte le formazioni partigiane della zona e per il supporto fornito ai prigionieri Alleati in fuga (in particolare fu grazie a Tonino Spazzoli che i generali Richard O'Connor e Philip Neame poterono rientrare in patria). Durante la guerra di resistenza, rimase in stretto contatto con il gerarca fascista dissidente Leandro Arpinati. Quest'ultimo, in domicilio coatto a Malacappa di Argelato, sosteneva la lotta antifascista nella consapevolezza che la sua vittoria fosse inevitabile. Arrestato una prima volta dai nazifascisti, riuscì a fuggire e a proseguire la lotta, organizzando il lancio di armi dagli aerei alleati alle formazioni partigiane e rifornendo di viveri e denari il Battaglione Corbari in azione sulle montagne tosco-romagnole. Catturato una seconda volta, poco dopo l'uccisione del fratello Arturo Spazzoli, fu trucidato nei pressi di Coccolia il 19 agosto 1944, dopo aver subito atroci torture nel carcere di Forlì. Nell'immediato dopoguerra, il CLN gli dedicherà una marca chiudilettera.